# Ringvannet
Ringvannet (seltener auch Ringvatnet) ist ein See auf der nördlich der Stadt Tromsø gelegenen Insel Ringvassøya im norwegischen Fylke Troms. Der See ist nur wenige Meter vom Meer entfernt und liegt auf dem Gebiet der Kommune Tromsø.

## Lage
Der See liegt auf einer Höhe von etwa 11 moh. im Südosten der Insel Ringvassøya. Ein nur schmales Landstück liegt zwischen dem See und dem Meeresarm Grøtsundet und dessen Bucht Røsneshamn. Auf diesem Landstück verläuft der Fylkesvei 863, welcher auf seinem Weg den Fluss Ringvasselva überquert. Dieser Fluss fließt am Südostufer des Ringvannet ab. An den weiteren Uferseiten des Sees befinden sich Erhebungen wie Skulgamtinden mit 824 moh. im Westen.

## Nutzung
Ringvannet wurde seit den späten 1920er Jahren für die Produktion von Natureis genutzt, das vor allem in der Fischerei zum Einsatz kam. Die von dem Unternehmer Harald Berg aus Tromsø errichtete und betriebene 'Røsneshamn Isanlegg' war nicht nur eine der modernsten Anlagen zur Produktion von Natureis, sondern auch die größte Anlage ihrer Art in Europa. In der Mitte der 1930er Jahre wurde die Wasserqualität des Sees durch das deutsche Reichskuratorium für Technik in der Landwirtschaft (RKTL) untersucht, da der Verdacht bestand, dass das Wasser des Sees aus hygienischer Sicht für die Eisproduktion ungeeignet sein könnte. Die Ergebnisse dieser Untersuchung bestätigten diesen Verdacht allerdings nicht, so dass das hier gewonnene Natureis weiterhin von deutschen Fischereifahrzeugen genutzt werden konnte. Der Betrieb der Anlage und die Gewinnung von Natureis wurde nach dem Zweiten Weltkrieg aufgrund der zunehmenden Verwendung von Tiefkühlanlagen und Fang-Fabrikschiffen beendet.